# Luciano Loro
Luciano Loro, né le 6 novembre 1954 à Bassano del Grappa (Vénétie), est un coureur cycliste italien, professionnel de 1977 à 1988.

## Palmarès
- 1976
  - Astico-Brenta
- 1980
  - 2e du Tour du Frioul
  - 6e du Tour de Suisse
- 1984
  - 3e du Tour du Trentin
- 1985
  - 2e étape du Tour d'Italie (contre-la-montre par équipes)
- 1986
  - 2e étape du Tour d'Italie (contre-la-montre par équipes)
- 1988
  - 4eb étape du Tour d'Italie (contre-la-montre par équipes)
  - 3ea étape du Tour de Catalogne (contre-la-montre par équipes)

## Résultats sur les grands tours

### Tour de France
3 participations
- 1982 : 58e
- 1984 : 22e
- 1987 : 15e

### Tour d'Italie
11 participations
- 1977 : 51e
- 1978 : 18e
- 1979 : abandon (11e étape)
- 1980 : 16e
- 1981 : 20e
- 1982 : abandon (18e étape)
- 1983 : 18e
- 1984 : 25e
- 1985 : 26e, vainqueur de la 2e étape (contre-la-montre par équipes)
- 1986 : 32e, vainqueur de la 2e étape (contre-la-montre par équipes)
- 1988 : 36e, vainqueur de la 4eb étape (contre-la-montre par équipes)

### Tour d'Espagne
1 participation
- 1981 : 12e